# Rhododendron ferrugineum
La rosa delle Alpi o rododendro rosso (Rhododendron ferrugineum L.) è una pianta appartenente alla famiglia delle Ericacee. Condivide il nome comune "rosa delle Alpi" con un'altra specie molto simile, Rhododendron hirsutum.

## Descrizione
È un arbusto sempreverde che raggiunge un'altezza massima di 1,5m con rami fragili eretti o ascendenti.
Le foglie, di forma lanceolata tendente all'ellittico, misurano da 2,8 a 4 cm, sono semplici, glabre, lucide e coriacee nella pagina superiore. L'epiteto "ferrugineum" deriva dalla colorazione color ruggine della pagina inferiore delle foglie che contraddistingue questa specie. Agli apici dei rami sono posizionate sia piccole gemme vegetative, che daranno vita a nuovi rami nel periodo di crescita, sia le più grandi gemme fiorali. Queste contengono i fiori protetti dalle perule coriacee.
I fiori sono raggruppati in infiorescenze racemose a corimbo con un rachide centrale sul quale si innestano i peduncoli fiorali. La corolla è generalmente rosa acceso (di rado bianca) con piccole macchie gialle sulla superficie esterna. I petali sono 5, saldati alla base e liberi all'estremità così da dare una forma campanulata e stretta al fiore. L'androceo è composto da stami con antere giallo chiaro sorrette da peduncoli ricurvi verso l'alto.
I frutti sono delle piccole capsule ovoidali che, seccandosi, a maturazione si dividono secondo cinque setti spargendo i semi.
L'apparato radicale è superficiale con radici molto sottili.

## Distribuzione e habitat
Rhododendron ferrugineum è diffuso sia nell'Europa meridionale che centro-occidentale e popola le zone montuose (Alpi e Pirenei) di Spagna, Andorra, Francia, Svizzera, Austria e Germania. In Italia è presente sulle Alpi e sull'Appenino tosco-emiliano.
Si trova nelle brughiere della fascia subalpina. Pianta che predilige substrati silicei e acidi, mentre R. hirsutum, con il quale può facilmente essere confuso, cresce su substrati basici.

## Usi
È una pianta mellifera molto visitata dalle api, sia per il polline sia, soprattutto, per il nettare, da cui traggono un pregiato miele.